# Удивительный Малини
«Удивительный Малини» (англ. «The Amazing Maleeni») — восьмой эпизод седьмого сезона сериала «Секретные материалы». Премьера состоялась на телеканале FOX в США 16 января 2000 года. Сценаристами серии выступили Винс Гиллиган, Джон Шибан и Фрэнк Спотниц, режиссёром стал Томас Дж. Райт. Эпизод входит в число «монстров недели», несвязанных с основной мифологией сериала. Рейтинг Нильсена эпизода составил 9,4 и в день выхода был просмотрен 16,18 миллиона человек. Эпизод получил смешанные отзывы.
Несмотря на то, что сценарий был написан совместно Гиллиганом, Шибаном и Спотницем, история удивительного Малини во многом была задумана исполнительным продюсером сериала Фрэнком Спотницем, который хотел создать эпизод, связанный с «магией и иллюзиями» ещё со времён второго сезона. Рики Джей — американский иллюзионист, известный своей ловкостью рук и карточными фокусами — сыграл роль заглавного персонажа, Малини.

## Сюжет
Действие разворачивается в Санта-Монике, где мелкий уличный фокусник, Удивительный Малини, на карнавале показывает номер со вращением головы вокруг туловища на 360 градусов, в качестве ответа на нападки другого фокусника — Билли Лабонга. По завершении выступления Малини удаляется в свой фургон, где его голова полностью отделяется от тела.
По обнаружении тела на место преступления прибывают агенты Малдер и Скалли. В ходе расследования они натыкаются на бывшего заключённого Альвареза, соперника фокусника, Билли Лабонга, и брата-близнеца Малини — Альберта, которые кажутся связанными с планами по ограблению крупного банка.

## В ролях
- Джиллиан Андерсон в роли агента Даны Скалли
- Дэвид Духовны в роли агента Фокса Малдера
- Рики Джей в роли Германа/Альберта Пинчбека
- Джонатан Левит[англ.] в роли Билли Лабонга
- Роберт Ласардо в роли Сиси Альвареса